# Olympische Sommerspiele 1964/Leichtathletik – 800 m (Männer)

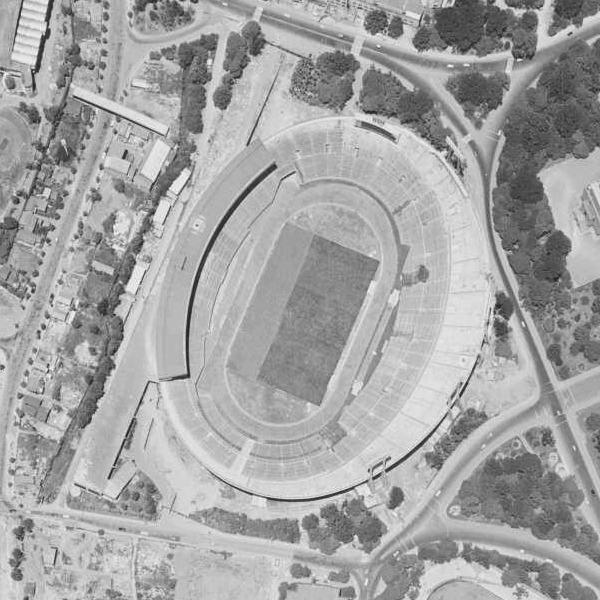
Luftaufnahme des Olympiastadions im Jahr 1963

Der 800-Meter-Lauf der Männer bei den Olympischen Spielen 1964 in Tokio wurde vom 14. bis zum 16. Oktober 1964 im Olympiastadion Tokio ausgetragen. 47 Athleten nahmen teil.
Olympiasieger wurde der Neuseeländer Peter Snell. Er gewann vor dem Kanadier Bill Crothers und dem Kenianer Wilson Kiprugut.
Drei Deutsche und jeweils ein Athlet aus der Schweiz, aus Österreich und aus Liechtenstein gingen an den Start. Alle drei deutsche Starter erreichten das Halbfinale. Hier schieden Manfred Matuschewski und Manfred Kinder aus. Dieter Bogatzki qualifizierte sich für das Finale und belegte dort Rang sieben. Auch der Österreicher Rudolf Klaban kam ins Halbfinale, schied dort jedoch aus. Für den Schweizer Rolf Jelinek und den Liechtensteiner Hugo Walser war schon nach den Vorläufen Schluss.

## Rekorde

### Bestehende Rekorde
| Weltrekord         | 1:44,3 min | Peter Snell ( Neuseeland) | Christchurch, Neuseeland | 3. Februar 1962   |
| Olympischer Rekord | 1:46,3 min | Peter Snell ( Neuseeland) | Finale OS Rom, Italien   | 2. September 1960 |

### Rekordverbesserungen
Der bestehende olympische Rekord wurde dreimal verbessert:
- 1:46,1 min – George Kerr (Jamaika), zweites Halbfinale am 15. Oktober
- 1:46,1 min – Wilson Kiprugut (Kenia), zweites Halbfinale am 15. Oktober
- 1:45,1 min – Peter Snell (Neuseeland), Finale am 16. Oktober

## Durchführung des Wettbewerbs
47 Athleten traten am 14. Oktober zu insgesamt sechs Vorläufen an. Die jeweils besten vier Läufer – hellblau unterlegt – qualifizierten sich für die nächste Runde. Aus dem Halbfinale am 15. Oktober erreichten die jeweils zwei besten Teilnehmer – wiederum hellblau unterlegt – sowie die nachfolgend beiden Zeitschnellsten – hellgrün unterlegt – das Finale am 16. Oktober.

## Zeitplan
14. Oktober, 15:15 Uhr: Vorläufe

15. Oktober, 15:00 Uhr: Halbfinale

16. Oktober, 16:40 Uhr: Finale

Alle Zeiten sind in Ortszeit Tokio (UTC + 9) angegeben.

## Vorläufe
Datum: 14. Oktober 1964, ab 15:15 Uhr
Wetterbedingungen: bewölkt, ca. 18 °C, Luftfeuchtigkeit ca. 85 %

### Vorlauf 1
| Platz | Name                 | Nation        | Zeit       |
| ----- | -------------------- | ------------- | ---------- |
| 1     | Wilson Kiprugut      | Kenia         | 1:47,8 min |
| 2     | Tom Farrell          | USA           | 1:48,6 min |
| 3     | Waleri Bulischew     | Sowjetunion   | 1:48,6 min |
| 4     | Jos Lambrechts       | Belgien       | 1:48,9 min |
| 5     | François Châtelet    | Frankreich    | 1:48,9 min |
| 6     | Ebrahim Yazdan Panah | Iran          | 1:54,7 min |
| 7     | Hugo Walser          | Liechtenstein | 1:57,5 min |
| 8     | Nipon Pensuvapap     | Thailand      | 1:58,8 min |

### Vorlauf 2
Dulamyn Amarsanaa war der erste Leichtathlet aus der Mongolei, der an Olympischen Spielen teilnahm.
| Platz | Name              | Nation         | Zeit       |
| ----- | ----------------- | -------------- | ---------- |
| 1     | Dieter Bogatzki   | Deutschland    | 1:50,3 min |
| 2     | Stig Lindbäck     | Schweden       | 1:50,8 min |
| 3     | Chris Carter      | Großbritannien | 1:51,0 min |
| 4     | Pekka Juutilainen | Finnland       | 1:51,0 min |
| 5     | Neville Myton     | Jamaika        | 1:52,4 min |
| 6     | Michel Medinger   | Luxemburg      | 1:52,6 min |
| 7     | Dulamyn Amarsanaa | Mongolei       | 1:56,3 min |
| 8     | Anar Khan         | Pakistan       | 1:56,4 min |

### Vorlauf 3
Ahmed Issa war der erste Olympiateilnehmer aus dem Tschad.
| Platz | Name                 | Nation      | Zeit       |
| ----- | -------------------- | ----------- | ---------- |
| 1     | Manfred Kinder       | Deutschland | 1:49,5 min |
| 2     | Ahmed Issa           | Tschad      | 1:49,7 min |
| 3     | Derek McCleane       | Irland      | 1:49,9 min |
| 4     | Rein Tölp            | Sowjetunion | 1:50,0 min |
| 5     | Peter Francis        | Kenia       | 1:50,1 min |
| 6     | Morgan Groth         | USA         | 1:51,4 min |
| 7     | José Neira           | Kolumbien   | 1:55,6 min |
| 8     | Ramasamy Subramaniam | Malaysia    | 1:58,5 min |

### Vorlauf 4
| Platz | Name               | Nation         | Zeit       |
| ----- | ------------------ | -------------- | ---------- |
| 1     | Peter Snell        | Neuseeland     | 1:49,0 min |
| 2     | Jerry Siebert      | USA            | 1:49,2 min |
| 3     | Jacques Pennewaert | Belgien        | 1:49,2 min |
| 4     | Abram Krywoschejew | Sowjetunion    | 1:49,5 min |
| 5     | Alan Dean          | Großbritannien | 1:49,6 min |
| 6     | Chung Kyo-mo       | Südkorea       | 1:51,8 min |
| 7     | Don Bertoia        | Kanada         | 1:52,2 min |
| 8     | Mamo Sebsibe       | Äthiopien      | 1:52,8 min |

### Vorlauf 5
| Platz | Name                 | Nation         | Zeit       |
| ----- | -------------------- | -------------- | ---------- |
| 1     | John Boulter         | Großbritannien | 1:48,9 min |
| 2     | George Kerr          | Jamaika        | 1:48,9 min |
| 3     | Tony Blue            | Australien     | 1:49,7 min |
| 4     | Manfred Matuschewski | Deutschland    | 1:50,0 min |
| 5     | Noel Carroll         | Irland         | 1:51,1 min |
| 6     | Rolf Jelinek         | Schweiz        | 1:54,6 min |
| DSQ   | Amos Gilad           | Israel         |            |

### Vorlauf 6
Patrick Field war der erste Leichtathlet, der für Hongkong an den Start ging.
Mit Mohamed Hassan Chabbanga nahm erstmals ein Sportler aus Tansania an Olympischen Spielen teil.
| Platz | Name              | Nation     | Zeit       |
| ----- | ----------------- | ---------- | ---------- |
| 1     | Bill Crothers     | Kanada     | 1:49,3 min |
| 2     | Maurice Lurot     | Frankreich | 1:49,8 min |
| 3     | Mamoru Morimoto   | Japan      | 1:49,9 min |
| 4     | Rudolf Klaban     | Österreich | 1:49,9 min |
| 5     | Francesco Bianchi | Italien    | 1:50,2 min |
| 6     | Paul Roekaerts    | Belgien    | 1:50,9 min |
| 7     | Patrick Field     | Hongkong   | 1:54,0 min |
| 8     | Hassan Dyamwale   | Tanganjika | 1:54,9 min |

## Halbfinale

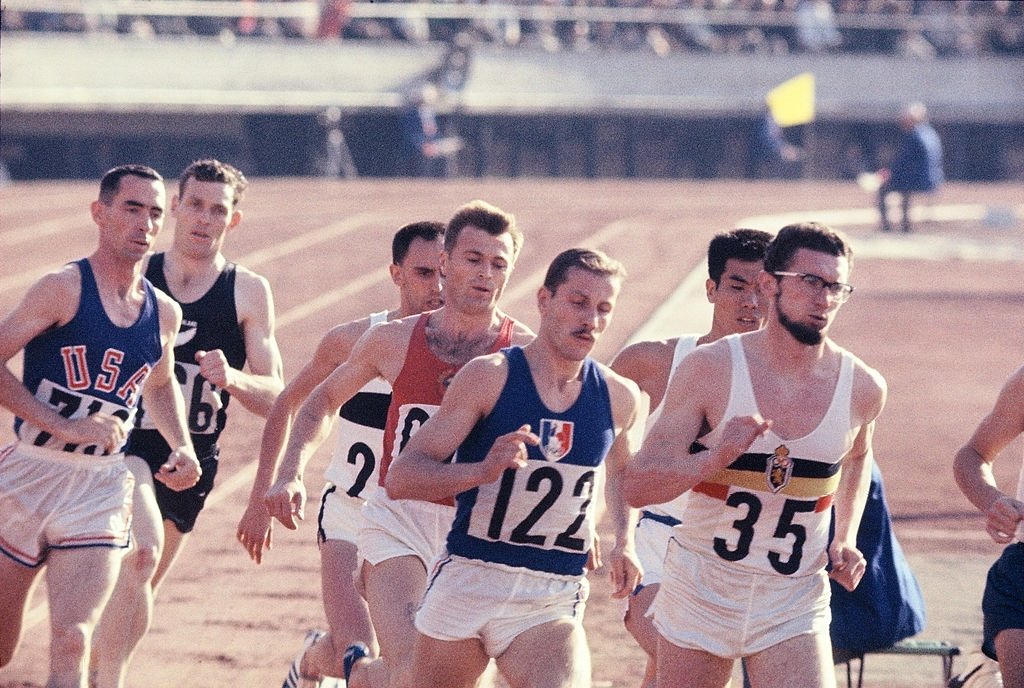
Erstes Halbfinale (v. l. n. r.): Siebert, Snell, Matuschewski, Bulischew, Lurot, Morimoto, Pennewaert, ganz rechts nur noch teilweise im Bild: Lindback

Datum: 15. Oktober 1964, ab 15:00 Uhr
Wetterbedingungen: sonnig, ca. 23 °C, Luftfeuchtigkeit ca. 62 %

### Lauf 1
| Platz | Name                 | Nation      | Zeit       |
| ----- | -------------------- | ----------- | ---------- |
| 1     | Peter Snell          | Neuseeland  | 1:46,9 min |
| 2     | Jerry Siebert        | USA         | 1:47,0 min |
| 3     | Jacques Pennewaert   | Belgien     | 1:47,0 min |
| 4     | Manfred Matuschewski | Deutschland | 1:47,3 min |
| 5     | Waleri Bulischew     | Sowjetunion | 1:47,5 min |
| 6     | Mamoru Morimoto      | Japan       | 1:47,7 min |
| 7     | Maurice Lurot        | Frankreich  | 1:49,7 min |
| 8     | Stig Lindbäck        | Schweden    | 1:49,8 min |

Im ersten Halbfinale ausgeschieden:

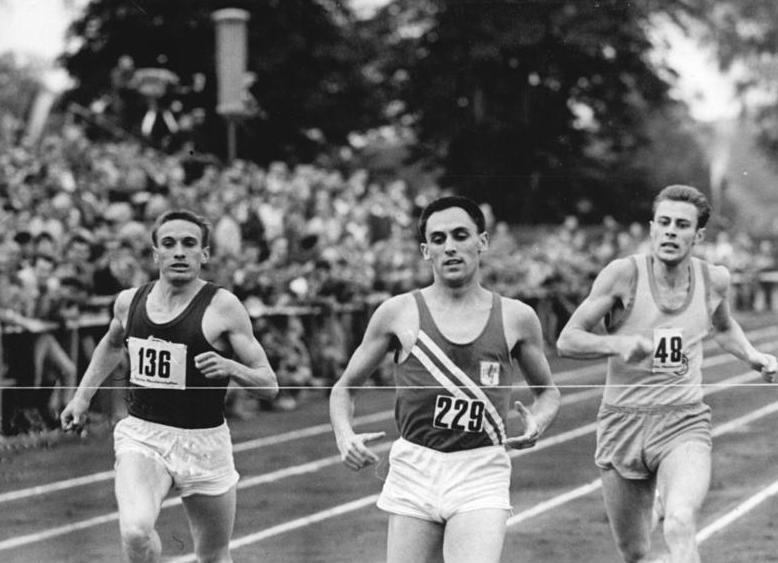
Manfred Matuschewski (Mitte) Rang vier in 1:47,3 min
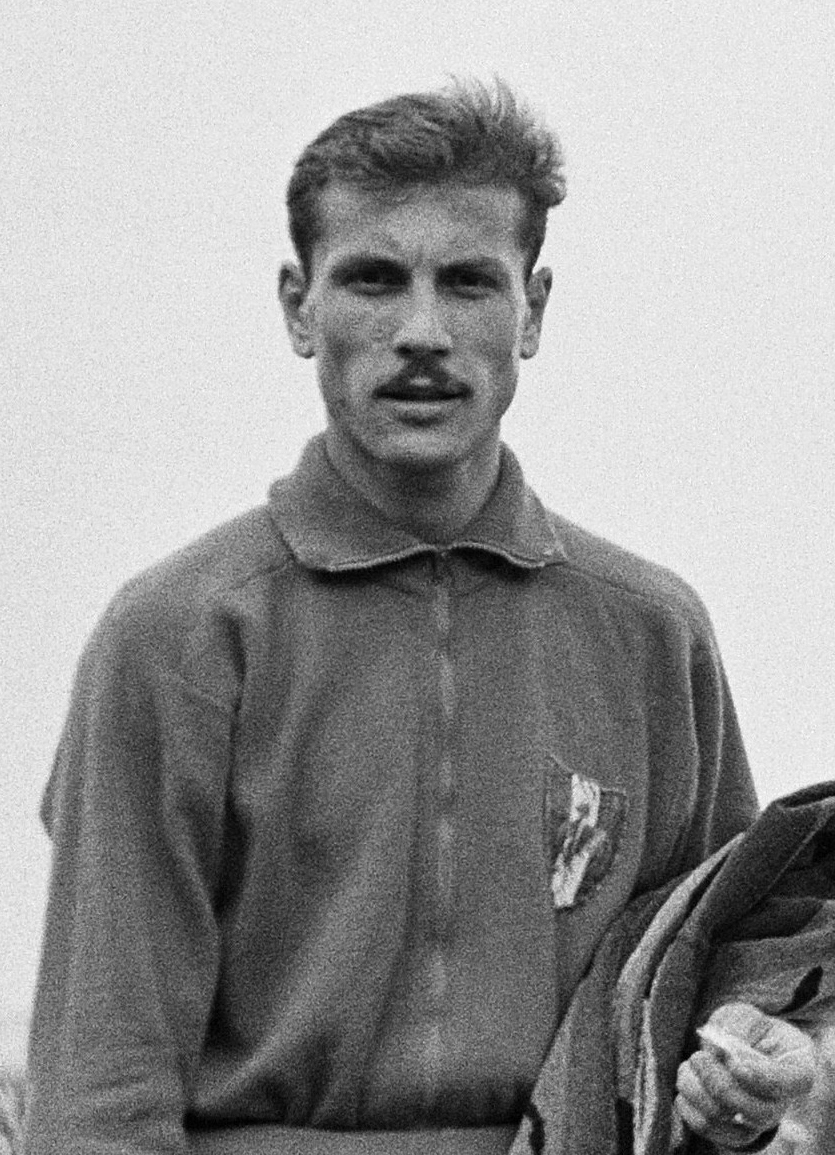
Maurice Lurot – Rang sieben in 1:49,7 min
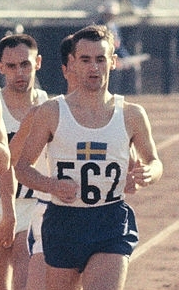
Stig Lindbäck – Rang acht in 1:49,8 min

### Lauf 2
| Platz | Name               | Nation         | Zeit       | Anmerkung |
| ----- | ------------------ | -------------- | ---------- | --------- |
| 1     | George Kerr        | Jamaika        | 1:46,1 min | OR        |
| 2     | Wilson Kiprugut    | Kenia          | 1:46,1 min | OR        |
| 3     | Dieter Bogatzki    | Deutschland    | 1:46,9 min |           |
| 4     | John Boulter       | Großbritannien | 1:47,1 min |           |
| 5     | Rudolf Klaban      | Österreich     | 1:47,4 min |           |
| 6     | Abram Krywoschejew | Sowjetunion    | 1:47,5 min |           |
| 7     | Derek McCleane     | Irland         | 1:48,4 min |           |
| 8     | Pekka Juutilainen  | Finnland       | 1:50,3 min |           |

### Lauf 3

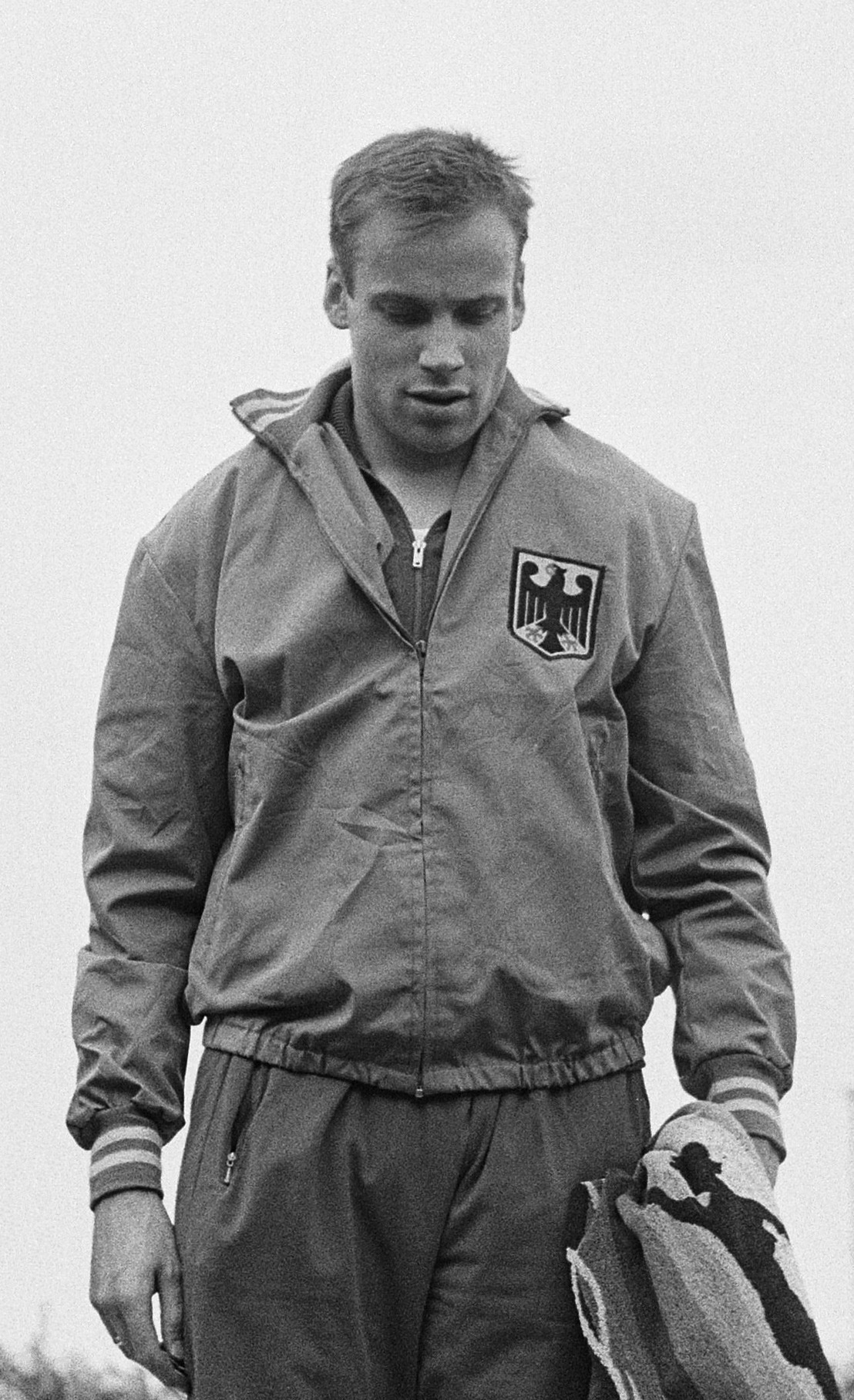
Manfred Kinder – ausgeschieden als Dritter des dritten Halbfinals

| Platz | Name           | Nation         | Zeit       |
| ----- | -------------- | -------------- | ---------- |
| 1     | Bill Crothers  | Kanada         | 1:47,3 min |
| 2     | Tom Farrell    | USA            | 1:47,8 min |
| 3     | Manfred Kinder | Deutschland    | 1:47,9 min |
| 4     | Chris Carter   | Großbritannien | 1:49,1 min |
| 5     | Rein Tölp      | Sowjetunion    | 1:49,1 min |
| 6     | Ahmed Issa     | Tschad         | 1:49,4 min |
| 7     | Tony Blue      | Australien     | 1:49,6 min |
| 8     | Jos Lambrechts | Belgien        | 1:52,8 min |

## Finale

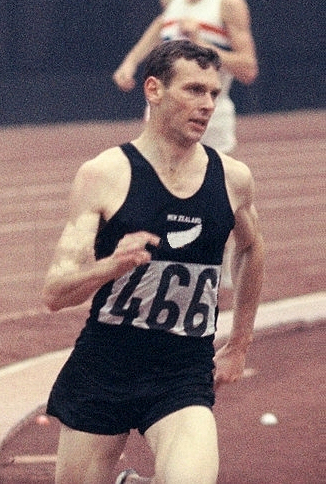
Peter Snell – zum zweiten Mal 800-Meter-Olympiasieger, fünf Tage später gewann er auch das Rennen über 1500 Meter

Datum: 16. Oktober 1964, 16:40 Uhr
Wetterbedingungen: sonnig, ca. 19 °C, Luftfeuchtigkeit ca. 52 %
| Platz | Name               | Nation      | Zeit       | Anmerkung |
| ----- | ------------------ | ----------- | ---------- | --------- |
| 1     | Peter Snell        | Neuseeland  | 1:45,1 min | OR        |
| 2     | Bill Crothers      | Kanada      | 1:45,6 min |           |
| 3     | Wilson Kiprugut    | Kenia       | 1:45,9 min |           |
| 4     | George Kerr        | Jamaika     | 1:45,9 min |           |
| 5     | Tom Farrell        | USA         | 1:46,6 min |           |
| 6     | Jerry Siebert      | USA         | 1:47,0 min |           |
| 7     | Dieter Bogatzki    | Deutschland | 1:47,2 min |           |
| 8     | Jacques Pennewaert | Belgien     | 1:50,5 min |           |

Favorit sollte eigentlich der Weltrekordler und Olympiasieger von 1960, Peter Snell, sein. Doch im Olympiajahr waren seine Leistungen wenig überzeugend. Deshalb kamen hier einige Zweifel an seiner Rolle auf. Doch schon im Vorlauf und Halbfinale zeigte sich der Neuseeländer sehr souverän. Allerdings rückten auch andere Athleten mit guten Zeiten mit in den Favoritenkreis. Der Jamaikaner George Kerr und der im Halbfinale mit Kerr zeitgleiche bislang völlig unbekannte Kenianer Wilson Kiprugut verbesserten im zweiten Vorentscheidungslauf Snells olympischen Rekord um zwei Zehntelsekunden.
Im Finale übernahm wie schon in seinen Vorläufen Kiprugut die Spitze. Die 400-Meter-Marke durchlief er in ausgezeichneten 52,1 s. Noch blieb das Feld trotz des hohen Tempos zusammen. Auf der Gegengeraden forcierte Snell enorm und sorgte sofort für eine immer größer werdende Lücke zu seinen Konkurrenten. Die Entscheidung um den Olympiasieg war gefallen. Hinter Snell lief der Kanadier Bill Crothers zur Silbermedaille. Um Bronze spurteten Kiprugut und Kerr, die schon im Halbfinale zeitgleich ins Ziel gekommen waren. Das war auch jetzt so, nur mit umgekehrten Ausgang. Kiprugut gewann Bronze vor Kerr. Die ersten vier Läufer unterboten den aktuellen Olympiarekord aus dem Halbfinale.
Wilson Kiprugut war der erste Medaillengewinner Kenias bei Olympischen Spielen.

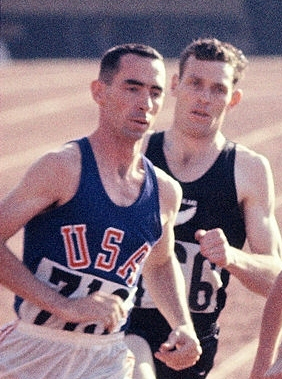
Jerry Siebert (links, mit Peter Snell im Semifinale) belegte im Finale Rang sechs
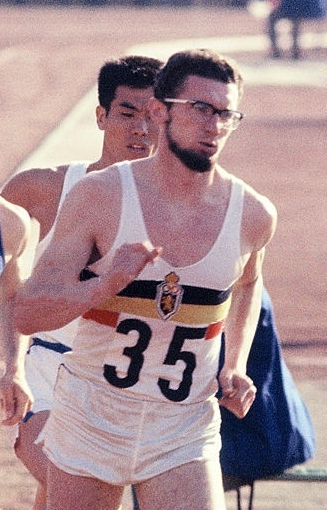
Rang acht für Jacques Pennewaert

## Videolinks
- Mens 800m and 1500m Tokyo 1964 highlights (Peter Snell Documentary), youtube.com, abgerufen am 25. Oktober 2017
- Sir Peter Snell wins 800m Gold, 1964, youtube.com, abgerufen am 5. September 2021